# Abbazia di Santa Maria di Nuovaluce
La Regia Abbazia di Santa Maria di Nuovaluce (in latino Sanctae Mariae de Novae Luce) era un'abbazia situata in una collina appena fuori le mura della città di Catania, in Val Demone, in Sicilia.

## Storia

### La fondazione
Esistente già la Chiesa di Santa Maria di Nuovaluce eretta nella seconda metà del XII secolo, Artale I Alagona, potente feudatario del Regno di Sicilia e legato alla Casa d'Aragona, che in quel tempo aveva eletto Catania a sede della corte, decise di ingrandire la chiesa e di edificarvi accanto una certosa. Nei documenti del tempo la contrada è denominata «di lu Seiu vel de Machalda», Alagona inoltre procedette all'acquisto dei foni circostanti per assicurare alla nuova istituzione monastica rendite sicure e un ambito di silenzio e di quiete. Contestualmente il Prior Cartusiae Guglielmo II di Raynal, Ministro generale dell'Ordine certosino, inviò Giovanni da Salerno, priore di San Martino a Napoli, e Bartolomeo Manasi, priore di San Giovanni Battista detta Porta del Paradiso a Termoli, al fine di prendere visione del sito, e verificare lo stato di costruzione degli edifici e delle rendite, dimodoché tutto rispondesse alle esigenze dell'ordine. Avendo trovato che tutto era conforme alle indicazioni date, fu concordato che l'ordine avrebbe inviato quattordici monaci, sedici conversi e sette donati.
Messina, 1º settembre 1360, il re Federico IV, dopo aver preso atto della fondazione del monastero Santa Maria di Nuovaluce nella città di Catania da parte di Artale Alagona, conte di Mistretta, Gran Giustiziere del Regno, suo consigliere e familiare, dichiara di accogliere la richiesta che egli fa, a nome suo e del priore dei cartusiani, di concedere i privilegi, le esenzioni e le grazie che i suoi predecessori sono stati soliti concedere alle istituzioni monastiche
(Diploma di istituzione del Monastero di Santa Maria di Nuovaluce di Federico IV Re di Sicilia, dato in Messina nell'anno di grazia MCCCLX)
L'erezione del nuovo istituto monastico fu approvata dal punto di vista canonico in un secondo momento dal vescovo Marziale, ed infine sancita da bolla datata 25 gennaio 1370 di Papa Urbano V.

### Da certosa ad abbazia
I monaci certosini di Catania incominciarono la loro vita di preghiera, di silenzio e di lavoro, ma il sito in cui sorgeva il monastero non era ottimale, trovandosi tra i due torrenti Acquicella e Acquasanta, che scorrevano ai piedi della collina, in una zona, nei mesi estivi, infestata dalla malaria. Inoltre i certosini, essendo un ordine con sede in Francia, nell'ambito dello Scisma d'Occidente si schierarono a favore del partito avignonese: questi due fattori combinati determinarono lo svuotamento della certosa catanese.
Papa Urbano VI diede allora mandato al vescovo Simone del Pozzo e ad Artale Alagona, di affidare l'ex certosa ai benedettini del cenobio di Sant’Agata, che vi si trasferirono in quaranta monaci; il Papa il 13 marzo 1383 confermò questo passaggio ed elevò il monastero Santa Maria di Nuovaluce al rango di abbazia.
Più tardi col mutare del clima politico il re Martino I il 17 agosto 1392 la dichiararono di regio patronato, rinnovarono i privilegi concessi da Federico IV: il monastero assunse il nome di Regia Abbazia.
Un mutamento strutturale nell'ordinamento delle abbazie benedettine catanesi si ebbe il 9 luglio 1464 con l'unione dell'antica abbazia Santa Maria della Scala, fondata dai re normanni a Paternò, con quella di Nuovaluce. La richiesta fu avanzata dall'abate Matteo de Pompeo a Papa Pio II.

### Il declino
Il declino per Santa Maria di Nuovaluce cominciò con la nomina da parte di Papa Sisto IV dell'abate Giovanni Paternò a vescovo di Malta, nella quale bolla di nomina gli fu permesso di conservare il titolo di abate e di continuare a percepire le prebende dell'abbazia di Nuovaluce; una situazione che non mutò dopo la morte del Paternò: la Regia Abbazia era diventata di fatto un'abbazia commendataria.
Con il passare degli anni la situazione divenne sempre più precaria sino a che nel 1643 i benedettini, per un conflitto con il cardinale abate commendatario Egidio Castillo Albornoz, furono obbligati a lasciare l'abbazia di Nuovaluce che fu data ai carmelitani scalzi. I frati di Santa Teresa non si fermarono a lungo: nel 1651 per la malaria andarono via e subentrarono gli agostiniani scalzi.

### La ricostruzione: da abbazia a monastero
Il rovinoso terremoto del 1693, che rase al suolo Catania e altre città del Vallo di Noto, diede il colpo di grazia all'abbazia: dei dodici frati presenti, quattro morirono sotto le macerie. Nel momento della ricostruzione, infatti, i frati agostiniani in accordo col duca di Camastra, decisero di abbandonare un luogo malsano e poco accessibile per avvicinarsi alla città. Il Senato di Catania individuò l'area e contribuì alle spese della costruzione della nuova chiesa Santa Maria di Nuovaluce e l'annesso convento.
Ad ogni modo già nel 1802 gli agostiniani, per il diminuito numero dei frati, non erano più in grado di garantire il servizio alla chiesa. Le autorità civili pensarono di chiamare i redentoristi, ma il progetto non fu attuato. Il Sovrano Ordine di San Giovanni detto di Malta dal 1804 al 1826, dopo la perdita di Malta prima da parte di Napoleone e poi degli inglesi, vi stabilì la sua sede. Nel 1865, in attuazione delle leggi eversive dell’asse ecclesiastico, il patrimonio dell'abbazia fu ceduto all'ospedale Santa Marta, mentre i locali del convento furono dati all'Intendenza di Finanza.
Nel 1926 la chiesa fu demolita per costruire la nuova sede dell'Intendenza di Finanza attiva fino al 1991. Il convento – oggi poco conosciuto dai cittadini – si trova nascosto da due cortine di palazzi prospicienti le vie Teatro Massimo e Antonino di Sangiuliano, e ha come unico ingresso da vicolo Marmorai, al 44 della predetta via Teatro Massimo. Sede della Commissione Tributaria di Catania e di un Commissariato di Polizia, non è aperto al pubblico.

## Chiesa di Santa Maria di Nuovaluce

### La prima Chiesa
La prima chiesa dedicata a Santa Maria di Nuovaluce fu fondata dopo il violento terremoto di Catania del 1169, quando i cittadini cercando riparo dal successivo maremoto si rifugiarono in una collina posta a Sud-Ovest della città di Catania, tra l'attuale Cimitero monumentale e il quartiere di Fossa della Creta. In tale circostanza – secondo un'antica tradizione – i Catanesi erano stati invitati da una voce «Salvum te fac in montem» a cercare rifugio su un'altura in cui apparve una luce, e dove poi venne rinvenuta un'icona mariana, donde il nome della chiesa. Sul fronte dell'edificio v’era una lapide, oggi conservata al Museo Castello Ursino, che recava un'iscrizione atta a rammentare la prodigiosa origine della chiesa e la fondazione del monastero.
Artale I Alagona, fondatore dell'omonimo convento, fu ivi sepolto.
Le notizie sulla devozione dei catanesi alla Madonna di Nuovaluce trovano conferma in un documento coevo del vescovo di Catania Vincenzo Cutelli. C’era la tradizione di celebrare la vigilia della festa dell'Assunta, recandosi la sera in pellegrinaggio verso l'abbazia e trascorrendo la notte in chiesa. Vi erano varie reliquie, arredi sacri, è un ricco tabulario di cui però non si ha traccia.
Dopo il terremoto del 1693, il terreno in cui sorgeva l'antica abbazia con i ruderi della chiesa e del monastero annesso fu venduto ai privati, che sulle rovine costruirono una masseria. Oggi del primitivo luogo di culto restano poche tracce, è possibile vedere il bastione su cui sorgeva l'antica certosa con i ruderi di tutto il complesso, purtroppo, impraticabile a causa dei rovi e della ricca vegetazione spontanea. Restano alcuni frammenti marmorei del cenobio trecentesco e la lapide di fondazione che sono stati recuperati e destinati al Museo Castello Ursino.

### La seconda Chiesa
Eretta dopo il 1703 è stata demolita nel 1926.
Vi ha trovato sepoltura Innico Maria Guevara Suardo, Luogotenente dell'Ordine di Malta.
Della seconda chiesa non è stato possibile reperire alcuna ulteriore testimonianza.

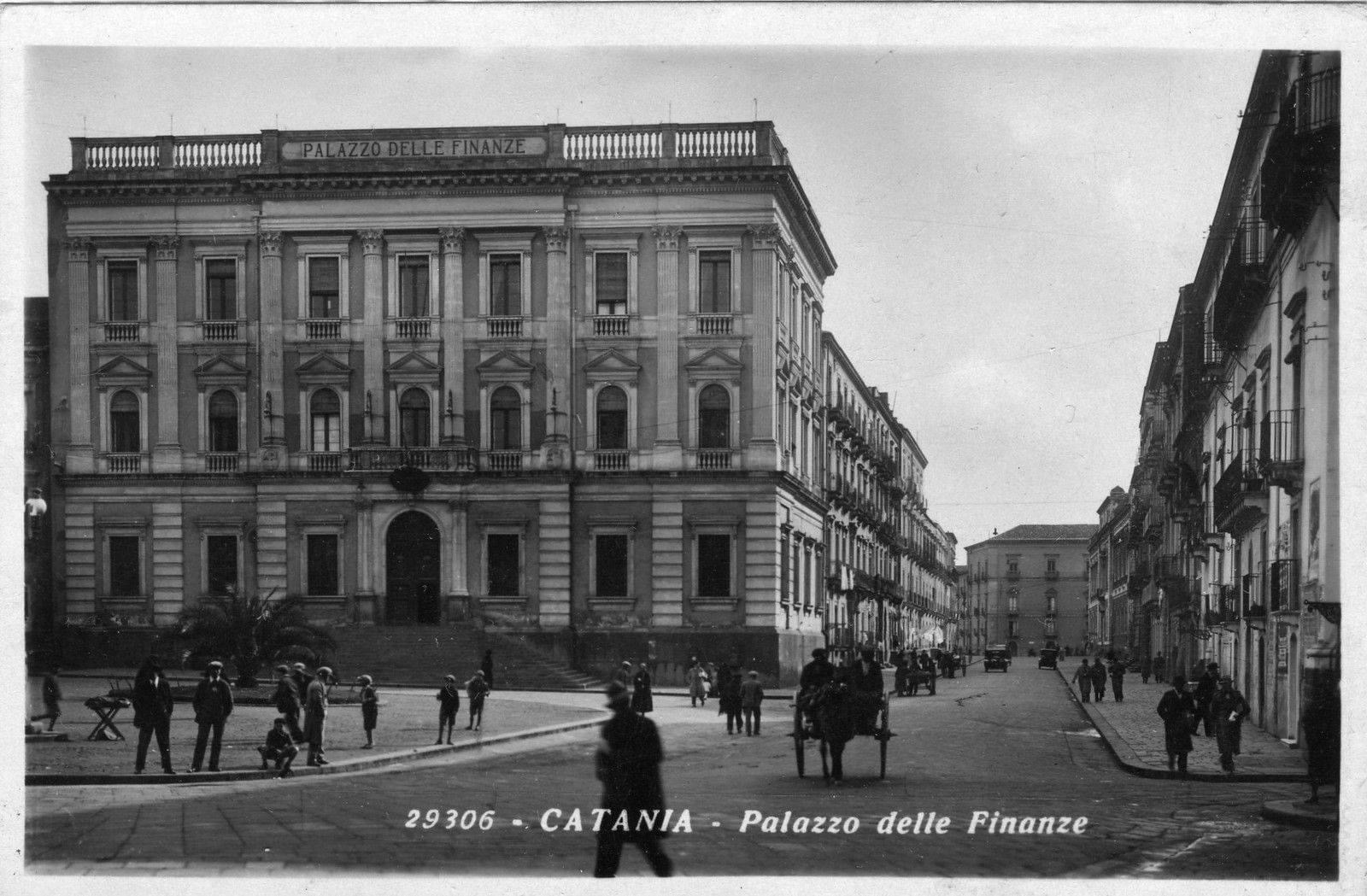
Il Palazzo delle Finanze di Catania, dove sorgeva la seconda Chiesa di Santa Maria di Nuovaluce, in una cartolina d'epoca.

### La Chiesa attuale
Nel 1970, nel nascente quartiere di Monte Po, in via Letterio Lizio Bruno, fu deciso di intitolare la nuova Chiesa parrocchiale a Santa Maria di Nuovaluce al fine di perpetuare la memoria storica e di stabilire una continuità ideale di culto. La costruzione della nuova chiesa dedicata a Santa Maria di Nuovaluce ha fatto nascere la convinzione popolare – priva di fondamento – che l'antica certosa sorgesse ai piedi della collina di Monte Po.

## L'icona mariana
L'icona della Madonna di Nuovaluce, oggi conservata al Museo Diocesano di Catania, è stata per secoli oggetto di grande venerazione. L'icona era ritenuta di origine miracolosa ed era quindi detta acheropita.